# A.E. (jeu vidéo)
A.E. est un jeu vidéo de shoot 'em up développé par Jun Wada et Makoto Horai et publié par Brøderbund Software en 1982 sur Apple II, avant d’être porté sur Atari 8-bit, Commodore VIC-20 et Coleco Adam. Le joueur est chargé d’éradiquer des créatures volantes, les A.E., initialement créées pour lutter contre la pollution atmosphérique mais s’étant échappées à la suite d'un accident. Il dispose pour cela d’une batterie de missiles qu’il utilise pour chasser ces créatures, d’abord sur Terre puis dans l’espace. Le jeu est constitué de quatre niveaux qui représentent respectivement les rues d’une ville futuriste, l’espace aérien d’une autre ville, une station spatiale en orbite autour de Saturne et la périphérie de l’univers connu. Ces environnements sont représentés en trois dimensions. En bas de l’écran se trouve la batterie de missiles du joueur. A l’aide du joystick, il peut la déplacer vers la gauche ou la droite afin d’éviter les obstacles et les tirs des ennemis. En maintenant appuyer le bouton de tir du joystick, il lance un missile qui explose lorsqu’il relâche le bouton. L’explosion reste à l’écran pendant plusieurs secondes et détruit tous les ennemis à portée. Les A.E. attaquent par vague de six. Pour passer au niveau suivant, le joueur doit réussir trois attaques parfaites, c’est-à-dire réussir à détruire une vague d’ennemis avant qu’elle ne disparaisse de l’écran.

## Accueil
| A.E.    |      |       |
| Média   | Pays | Notes |
| Micro 7 | FR   | 3/5   |
| Tilt    | FR   | 4/6   |